# Бошњане (Варварин)
Бошњане је насеље у Србији у општини Варварин у Расинском округу. Према попису из 2022. било је 1398 становника (према попису из 1991. било је 2161 становника).
У селу се налазе манастир Светог Луке, Црква Свете Петке и ОШ „Драги Мaкић” Бошњане.
Назив насеља Бошњане изговара се и у облику Бошњани, што је заступљено у делу старије литературе, али исти облик се повремено јавља и у средствима јавног информисања.

## Демографија
У насељу Бошњане живи 1611 пунолетних становника, а просечна старост становништва износи 43,7 година (42,2 код мушкараца и 45,2 код жена). У насељу има 502 домаћинства, а просечан број чланова по домаћинству је 3,91.
Ово насеље је великим делом насељено Србима (према попису из 2002. године), а у последња три пописа, примећен је пад у броју становника.
|  |

| Демографија | Демографија | Демографија |
| Година      | Становника  | Становника  |
| ----------- | ----------- | ----------- |
| 1948.       | 2.320       |             |
| 1953.       | 2.413       |             |
| 1961.       | 2.371       |             |
| 1971.       | 2.459       |             |
| 1981.       | 2.364       |             |
| 1991.       | 2.161       | 2.107       |
| 2002.       | 1.963       | 2.051       |

| Етнички састав према попису из 2002.‍ | Етнички састав према попису из 2002.‍ | Етнички састав према попису из 2002.‍ | Етнички састав према попису из 2002.‍ | Етнички састав према попису из 2002.‍ |
| ------------------------------------ | ------------------------------------ | ------------------------------------ | ------------------------------------ | ------------------------------------ |
|                                      |                                      |                                      |                                      |                                      |
| Срби                                 | Срби                                 |                                      | 1.931                                | 98,36%                               |
| Румуни                               | Румуни                               |                                      | 15                                   | 0,76%                                |
| Роми                                 | Роми                                 |                                      | 5                                    | 0,25%                                |
| Хрвати                               | Хрвати                               |                                      | 3                                    | 0,15%                                |
| Црногорци                            | Црногорци                            |                                      | 1                                    | 0,05%                                |
| непознато                            | непознато                            |                                      | 6                                    | 0,30%                                |

| Година пописа     | 1948. | 1953. | 1961. | 1971. | 1981. | 1991. | 2002. |
| ----------------- | ----- | ----- | ----- | ----- | ----- | ----- | ----- |
| Број домаћинстава | 471   | 497   | 557   | 551   | 537   | 520   | 502   |

| Број чланова      | 1  | 2  | 3  | 4  | 5  | 6  | 7  | 8  | 9 | 10 и више | Просек |
| ----------------- | -- | -- | -- | -- | -- | -- | -- | -- | - | --------- | ------ |
| Број домаћинстава | 69 | 96 | 65 | 72 | 72 | 64 | 43 | 18 | 2 | 1         | 3,91   |

| Пол    | Укупно | Неожењен/Неудата | Ожењен/Удата | Удовац/Удовица | Разведен/Разведена | Непознато |
| ------ | ------ | ---------------- | ------------ | -------------- | ------------------ | --------- |
| Мушки  | 823    | 161              | 567          | 68             | 27                 | 0         |
| Женски | 835    | 84               | 572          | 154            | 25                 | 0         |
| УКУПНО | 1.658  | 245              | 1.139        | 222            | 52                 | 0         |

| Пол    | Укупно                    | Пољопривреда, лов и шумарство | Рибарство                            | Вађење руде и камена | Прерађивачка индустрија       |
| ------ | ------------------------- | ----------------------------- | ------------------------------------ | -------------------- | ----------------------------- |
| Мушки  | 458                       | 215                           | 0                                    | 0                    | 95                            |
| Женски | 267                       | 172                           | 0                                    | 0                    | 29                            |
| УКУПНО | 725                       | 387                           | 0                                    | 0                    | 124                           |
| Пол    | Производња и снабдевање   | Грађевинарство                | Трговина                             | Хотели и ресторани   | Саобраћај, складиштење и везе |
| Мушки  | 0                         | 33                            | 32                                   | 3                    | 40                            |
| Женски | 0                         | 0                             | 16                                   | 7                    | 3                             |
| УКУПНО | 0                         | 33                            | 48                                   | 10                   | 43                            |
| Пол    | Финансијско посредовање   | Некретнине                    | Државна управа и одбрана             | Образовање           | Здравствени и социјални рад   |
| Мушки  | 2                         | 6                             | 10                                   | 4                    | 1                             |
| Женски | 0                         | 4                             | 8                                    | 7                    | 12                            |
| УКУПНО | 2                         | 10                            | 18                                   | 11                   | 13                            |
| Пол    | Остале услужне активности | Приватна домаћинства          | Екстериторијалне организације и тела | Непознато            | Непознато                     |
| Мушки  | 11                        | 0                             | 0                                    | 6                    | 6                             |
| Женски | 6                         | 0                             | 0                                    | 3                    | 3                             |
| УКУПНО | 17                        | 0                             | 0                                    | 9                    | 9                             |

## Порекло становништва
Према пореклу ондашње становништво из 1905. године, може се овако распоредити:
- Староседеоца има 7 породица са 95 кућа.
- Из Врањског округа има 6 породица са 43 кућа.
- Из околине има 7 породица са 30 кућа.
- Косовско-метохијских досељеника има 2 породице са 22 куће.
- Из Топлице има 4 породице са 21 кућом.
- Из околине Лесковца има 3 породице са 20 кућа.
- Непознате старине има 1 породица са 11 кућа.
- Црногорских досељеника има 1 породица са 8 кућа.
- Из околине Зајечара има 1 породица са 6 кућа.
- Из Старе Србије има 1 породица са 4 куће. (подаци датирају из 1905. године)[5]

Из овог села је Мирослав Мишковић, ту су живели његови родитељи.